# Critérium de Maisons-Laffitte
Groupe 2
Le Critérium de Maisons-Laffitte est une course hippique de galop, catégorisée groupe II, ouverte aux poulains et pouliches de 2 ans. L'épreuve se dispute sur une distance de 1 200 mètres sur l'hippodrome de Chantilly, depuis 2020 et la fermeture de l'hippodrome de Maisons-Laffitte. Le critérium peut être une course préparatoire aux guinées et aux poules d'essai l'année suivante,,,,,.

## Palmarès
| Année | Vainqueur          | Pays        | Père              | Jockey                | Entraîneur             | Propriétaire                    | Deuxième         | Troisième         | Temps   |
| ----- | ------------------ | ----------- | ----------------- | --------------------- | ---------------------- | ------------------------------- | ---------------- | ----------------- | ------- |
| 2024  | Sky Majesty        | Royaume-Uni | Blue Point        | Christophe Soumillon  | William Haggas         | T. Bloom & I. McAleavy          | Daylight         | Une Pointure      | 1'14"15 |
| 2023  | Classic Flower     | France      | Calyx             | Mickaël Barzalona     | Patrice Cottier        | Gousserie Racing & J.-É. Dubois | Dawn Charger     | Seven Questions   | 1'10"03 |
| 2022  | Charyn             | Irlande     | Dark Angel        | Mickaël Barzalona     | Roger Varian           | Nurlan Bizakov                  | Eddie's Boy      | Ocean Vision      | 1'10"58 |
| 2021  | Malavath           | France      | Mehmas            | Olivier Peslier       | Francis-Henri Graffard | Everest Racing                  | Have a Good Day  | Desert Dreamer    | 1'12"11 |
| 2020  | Plainchant         | France      | Gregorian         | Valentin Seguy        | Maurizio Guarnieri     | Alain Jathière                  | Go Athletico     | Kalahara          | 1'16"15 |
| 2019  | Shadn              | Royaume-Uni | No Nay Never      | Pierre-Charles Boudot | Andrew Balding         | Katsumi Yoshida                 | Devil            | Sir Boris         | 1'12"23 |
| 2018  | Hello Youmzain     | Royaume-Uni | Kodiac            | Kevin Stott           | Kevin Ryan             | Jaber Abdullah                  | Queen of Bermuda | Graignes          | 1'10"60 |
| 2017  | Fighting Irish     | Royaume-Uni | Camelot           | Cristian Demuro       | Harry Dunlop           | Daniel Macauliffe & Anoj Don    | Nebo             | French Pegasus    | 1'11"59 |
| 2016  | Sans Equivoque     | France      | Stormy River      | Thierry Jarnet        | Didier Guillemin       | Sun Bloodstock Sarl             | Boos             | Nations Alexander | 1'12"78 |
| 2015  | Donjuan Triumphant | Royaume-Uni | Dream Ahead       | Alexis Badel          | Richard Fahey          | Middleham Park Racing           | Dressed in Fur   | Smash Williams    | 1'13"10 |
| 2014  | Mattmu             | Royaume-Uni | Indesatchel       | David Allan           | Tim Easterby           | James Bowers                    | Queen Bee        | Goken             | 1'13"35 |
| 2013  | Kiram              | France      | Elusive City      | Christophe Soumillon  | Jean-Claude Rouget     | S.A. Aga Khan                   | This Time        | Passing Burg      | 1'16"30 |
| 2012  | Penny's Picnic     | France      | Kheleyf           | Antoine Hamelin       | Didier Guillemin       | Saint-Seine / Delegue           | Viztoria         | Boomshackerlacker | 1'14"40 |
| 2011  | Restiadargent      | France      | Kendargent        | Maxime Guyon          | Henri-Alex Pantall     | Guy Pariente                    | Vaniloquio       | Dont Teutch       | 1'14"40 |
| 2010  | Blu Constellation  | Italie      | Orpen             | Mirco Demuro          | Vittorio Caruso        | Scuderia Incolinx               | Wizz Kid         | Katia             | 1'14"40 |
| 2009  | Our Jonathan       | Royaume-Uni | Invincible Spirit | Jamie Spencer         | Kevin Ryan             | Marwan Koukash                  | Ascot Glory      | Dolled Up         | 1'19"70 |
| 2008  | Smooth Operator    | Allemagne   | Big Shuffle       | Andreas Helfenbein    | Mario Hofer            | Stall Jenny                     | Dalghar          | Lui Rei           | 1'15"30 |
| 2007  | Pomellato          | Allemagne   | Big Shuffle       | Andrasch Starke       | Peter Schiergen        | Gestüt Ittlingen                | Norman Invader   | Equiano           | 1'13"60 |
| 2006  | Captain Marvelous  | Royaume-Uni | Invincible Spirit | Christophe Soumillon  | Barry Hills            | Ronald Arculli                  | Baby Strange     | Iron Lips         | 1'11"60 |
| 2005  | Balthazaar's Gift  | Royaume-Uni | Xaar              | Jamie Spencer         | Kevin Ryan             | Ryder Racing Ltd                | Gwenseb          | Curtail           | 1'10"10 |
| 2004  | Centifolia         | France      | Kendor            | Ioritz Mendizabal     | Robert Collet          | Steeve Berland                  | Salut Thomas     | Campo Bueno       | 1'12"00 |
| 2003  | Whipper            | France      | Miesque's son     | Christophe Soumillon  | Robert Collet          | Richard Strauss                 | Chineur          | Black Escort      | 1'14"70 |
| 2002  | Zinziberine        | France      | Zieten            | Christophe Soumillon  | André Fabre            | Elisabeth Fabre                 | Fiepes Shuffle   | Bella Tusa        | 1'12"70 |
| 2001  | Captain Rio        | Royaume-Uni | Pivotal           | Thierry Jarnet        | Richard Whitaker       | David Samuel                    | War Zone         | Perrexa           | 1'14"30 |
| 2000  | Amiwain            | France      | Unfuwain          | Olivier Peslier       | André Fabre            | Jean-Luc Lagardère              | Stunning         | Green Groom       | 1'29"40 |
| 1999  | Touch of the Blues | France      | Cadeaux Généreux  | Dominique Bœuf        | Carlos Laffon-Parias   | Maktoum Al Maktoum              | Blu Air Force    | Compton Bolter    | 1'29"80 |
| 1998  | Moiava             | France      | Bering            | Olivier Doleuze       | Criquette Head         | Wertheimer et Frère             | Restless War     | Zirconi           | 1'31"90 |
| 1997  | Roi Gironde        | France      | Fairy King        | Olivier Peslier       | Criquette Head         | Peter Savill                    | Diableneyev      | Desert Drama      | 1'27"50 |
| 1996  | Deadly Dudley      | Royaume-Uni | Great Commotion   | Olivier Peslier       | Richard Hannon Sr.     | Lucayan Stud                    | Sheer Reason     | Hurricane State   | 1'20"11 |
| 1995  | Titus Livius       | Royaume-Uni | Machiavellian     | Cash Asmussen         | Jonathan Pease         | Ècurie Niarchos                 | Starmaniac       | Seattle Star      | 1'19"07 |
| 1994  | Bishop of Cashel   | Royaume-Uni | Warning           | David Harrison        | James Fanshawe         | Moncrisp Ltd                    | Bashaayeash      | Chequer           | 1'32"20 |
| 1993  | Signe Divin        | France      | Bering            | Thierry Jarnet        | André Fabre            | Paul de Moussac                 | Carmot           | Wessam Prince     | 1'28"50 |
| 1992  | Kadounor           | France      | Kaldoun           | Olivier Doleuze       | Jean Laumain           | Henri Rabatel                   | Wixon            | Chancetobewild    | 1'35"40 |
| 1991  | Cardoun            | France      | Kaldoun           | Alain Lequeux         | Élie Lellouche         | Edgard Zorbibe                  | Tertian          | Absurde           | 1'29"70 |
| 1990  | Ganges             | France      | Riverman          | Éric Legrix           | François Boutin        | Allen Paulson                   | Crack Regiment   | Divine Danse      | 1'25"90 |
| 1989  | Septième Ciel      | France      | Seattle Slew      | Guy Guignard          | Criquette Head         | Johnny Jones                    | Sharp Sass       | Robin des Bois    | 1'24"30 |
| 1988  | Corviglia          | France      | Cresta Rider      | Eric Saint-Martin     | François Boutin        | Jerome Brody                    | Mister Sicy      | Philippi          | 1'30"70 |
| 1987  | Bitooh             | France      | Seattle Slew      | Gary W. Moore         | Criquette Head         | Maktoum Al Maktoum              | Squill           | Restless Kara     | 1'31"90 |
| 1986  | Grecian Urn        | France      | Ela-Mana-Mou      | Alain Lequeux         | David Smaga            | Sir Michael Sobell              | Fotitieng        | Trempolino        |         |
| 1985  | Lead on Time       | France      | Nureyev           | Alain Badel           | Olivier Douieb         | Maktoum Al Maktoum              | Nomination       | Glifahda          | 1'25"00 |
| 1984  | Rapide Pied        | France      | Raise a Native    | Freddy Head           | Criquette Head         | Maktoum Al Maktoum              | Solstein         | New Bruce         | 1'29"20 |
| 1983  | Procida            | France      | Mr. Prospector    | Cash Asmussen         | François Boutin        | Ècurie Niarchos                 | Nikos            | Harifa            | 1'25"20 |
| 1982  | L'Emigrant         | France      | The Minstrel      | Cash Asmussen         | François Boutin        | Ècurie Niarchos                 | Drumalis         | Crystal Glitters  | 1'30"50 |
| 1981  | Zino               | France      | Welsh Pageant     | Philippe Paquet       | François Boutin        | Gerry Oldham                    | Telephone Man    | Honeyland         |         |
| 1980  | Cresta Rider       | France      | Northern Dancer   | Philippe Paquet       | François Boutin        | Écurie Niarchos                 | Diamond Prospect | Shoen             |         |
| 1979  | Viteric            | France      | Versailles        | Philippe Paquet       | François Boutin        | Walter Haefner                  | Light of Realm   | Kerl              |         |
| 1978  | Crowned Music      | France      | List              | Philippe Paquet       | François Boutin        | Madame Walter Haefner           | Bolide           | Gain              | 1'25"30 |

## Vainqueurs notables
- Épinard (1922) : l'un des plus grands champions de l'histoire des course françaises.
- Bella Paola (1957) : multiple lauréate de groupe I et notamment des Oaks, du prix Vermeille, des Champion Stakes et des 1000 Guinées.
- Sea Bird (1964) : un des meilleurs chevaux de l'histoire, lauréat du prix de l'Arc de Triomphe en 1965
- Zino (1981) : lauréat français des 2000 Guinées de Newmarket en 1982.
- L'émigrant (1982) : à 3 ans, vainqueur de la Poule d'Essai des Poulains